# Pija Lindenbaum
Pija Lindenbaum, egentligen Pia Margareta Lindenbaum, född 27 april 1955 i Sundsvall, är en svensk författare, grafisk formgivare och illustratör.
Lindenbaum är utbildad på Konstfack och satt åren 1999–2007 på stol nr 14 i Svenska barnboksakademin. I Pija Lindenbaums tidiga böcker återfinns alltid en flicka som på något sätt går sin egen väg.

## Bibliografi

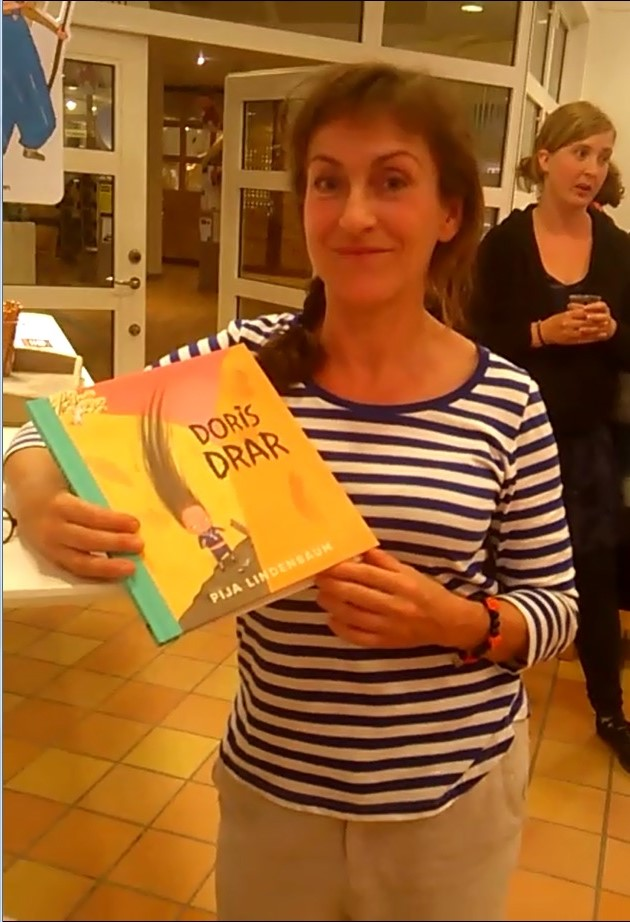
Pija Lindenbaum med Doris drar, 2015.

## Dramatik
- 2004 – Att äga en muräna, Teater3 (även scenografi och kostym)

## Opera
- 2011 – Scenkostymer till föreställningen Min mamma är en drake, baserad på bilderboken När åkes mamma glömde bort, Göteborgsoperan
- 2018 – Text, scenografi, kostymer och mask till föreställningen NÄR DÅ DÅ, Kungliga Operan
- 2023 – Libretto, scenografi, kostym och mask till föreställningen Var är smörgåsen? Kungliga Operan

## Utställningar
- 2011 – Stabilo 880/750 , Galleri Jan Wallmark

## Priser och utmärkelser
- 1990 – BMF-Barnboksplaketten för Else-Marie och småpapporna
- 1990 – Expressens Heffaklump för Else-Marie och småpapporna
- 1992 – New York Times diplom för bästa bilderbok för Boken om Bodil
- 1993 – Elsa Beskow-plaketten för Bra Börje[5]
- 1993 – Utsedd till Illustrator of the Year på barnboksmässan i Bologna
- 1993 – Augustprisnominerad för Över bäcken (tillsammans med Lennart Hagerfors)
- 1996 – Augustprisnominerad för Britten och prins Benny
- 1999 – BMF-Barnboksplaketten för Tsatsiki och kärleken (tillsammans med Moni Nilsson-Brännström)
- 2000 – Augustpriset för Gittan och gråvargarna
- 2000 – Rabén & Sjögrens tecknarstipendium
- 2000 – Bokjuryn kategori 0–6 år för Gittan och gråvargarna
- 2005 – Wettergrens barnbokollon
- 2005 – Bokhandelns val
- 2005 – Stockholms stads hederspris
- 2006 – BMF-Barnboksplaketten för Lill-Zlatan och morbror raring
- 2006 – Augustprisnominerad för Lill-Zlatan och morbror raring
- 2007 – Stora läsarpriset för Kenta och Barbisarna
- 2008 – Astrid Lindgren-priset (ej det internationella)
- 2008 – Ottilia Adelborg-priset
- 2009 – RFSU-priset
- 2009 – Stora läsarpriset för Siv sover vilse
- 2009 – BMF-Barnboksplaketten för Siv sover vilse
- 2009 – Augustprisnominerad för Siv sover vilse
- 2010 – Emilpriset
- 2012 – Stora läsarpriset för Gittan gömmer bort sej
- 2012 – Kungliga Patriotiska Sällskapets guldmedalj
- 2012 – IBBY:s Honour List för Siv sover vilse
- 2012 – Deutscher Jugendliteraturpreis för Siv sover vilse
- 2012 – Augustprisnominerad för Jag älskar Manne
- 2013 – Albert Engström-priset[6]
- 2018 – Svenska Teaterkritikers Förenings barn- och ungdomspris för bästa föreställning: NÄR DÅ DÅ, Kungliga operan
- 2021 – Snöbollen, årets svenska bilderbok för Vitvivan och Gullsippan[7]
- 2022 – Sixten Heymans pris[8]
- 2022 – Hedersdoktor Mittuniversitetet[9]
- 2023 – Salikonstipendiet[10]
- 2024 – Lars Ahlin-stipendiet[11]